# Liste des films soviétiques sortis en 1982
Cet article présente une liste de films produits en Union soviétique et sortis en 1982.

## 1982
Les titres en français sont en grande majorité des traductions automatiques et non les titres attribués par les distributeurs dans les pays francophones.
Pour le classement annuel, la liste des titres a été établie en se basant sur les répertoires des pages Wikipédia en russe complétées par les listes des sites «kino-teatr» et «kinopoisk» d'où le nombre important de films que l'on trouve dans les références.
Pour les titres où l'on manque de précisions, seule l'année est indiquée : année de réalisation, année de sortie ou les deux ?. Bien que cela puisse paraître superflu, 1982 est inscrit pour chacun de ces titres pour montrer que la vérification a été faite.
On remarque que, la plupart du temps, il n'y a pas de première pour les courts métrages ainsi que pour les dessins animés et les documentaires de courte durée.
| Titre                       | Titre original                     | Date de sortie   | Réalisateur                                                   |
| --------------------------- | ---------------------------------- | ---------------- | ------------------------------------------------------------- |
| ...Que tout le monde aimait | ru:…которого любили все            | octobre 1982     | Leonid Ossyka                                                 |
| Un chaton nommé Gav         | ru:Котёнок по имени Гав (выпуск 5) | 11 novembre 1982 | Maïa Petrovna Mirochkina et Leonid Aronovitch Chvartsman (ru) |